# Michiel van Huysum

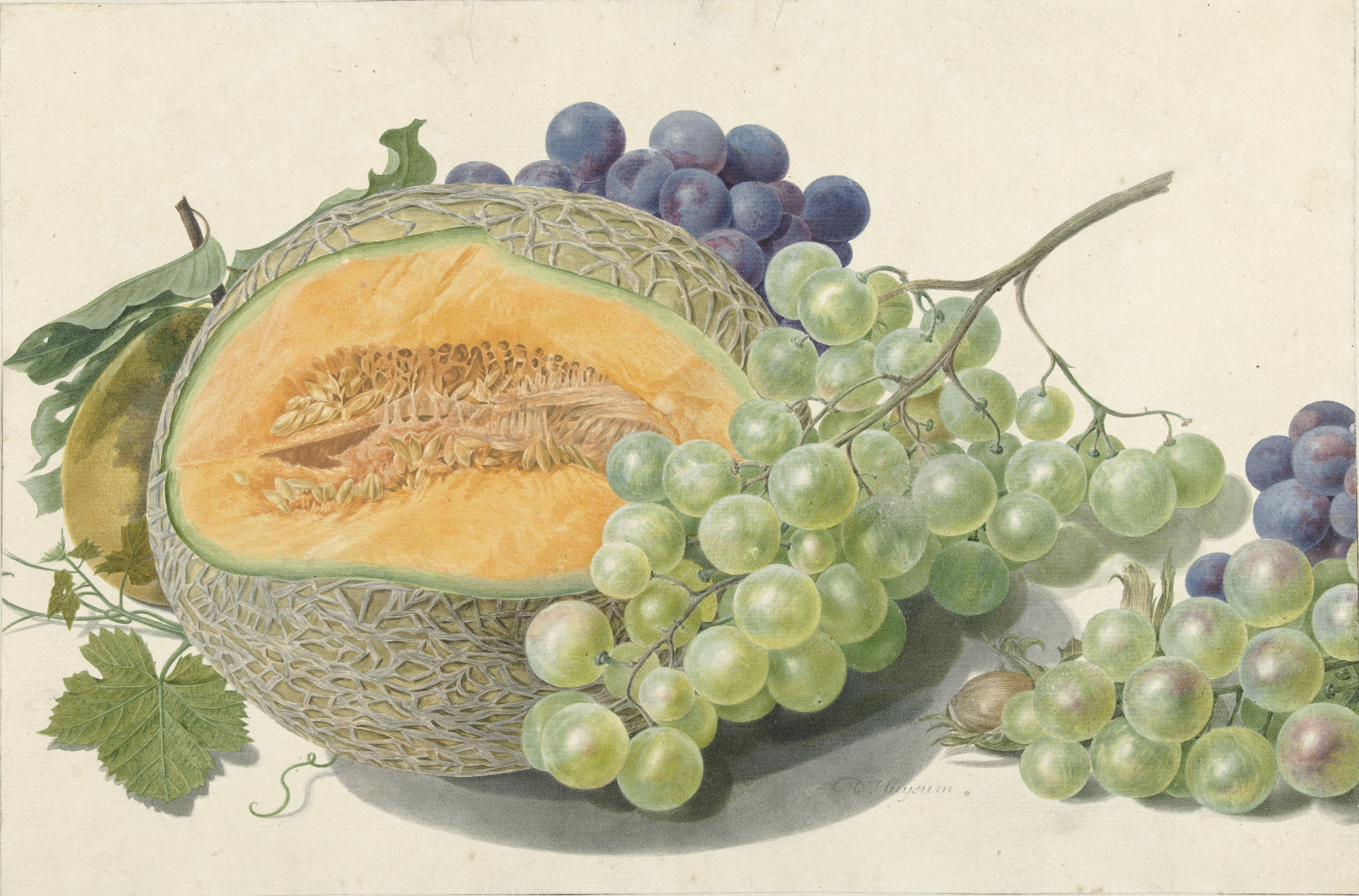
Een meloen, druiven, een perzik en hazelnoten (tekening aquarel, Michiel van Huysum)

Michiel van Huysum (Amsterdam, gedoopt op 18 november 1703 – aldaar, 28 november 1777) was een Noord-Nederlandse aquarellist, kunstschilder en tekenaar.
Michiel van Huysum was een lid van de bekende Van Huysum-kunstenaarsfamilie. Hij was de jongste zoon van Justus van Huysum (I) en de kleinzoon van Jan van Huysum (I). Tot zijn getalenteerde familieleden behoorden zijn halfbroer Jan van Huijsum (II), een meester in bloemstillevens, evenals zijn halfbroers Jacob en Justus van Huysum (II). Hij was tevens de oom van Francina Margaretha van Huysum.
Michiel kreeg zijn opleiding van zijn broer Jan van Huysum (II). Hij was actief in Amsterdam, waar hij van 1723 tot aan zijn overlijden in 1777 werkzaam was. Hij verwierf een reputatie als gerespecteerd leraar in de tekenkunst. Tot zijn leerlingen behoorden onder andere de kunstverzamelaar Jan Jansz. Gildemeester en leden van prominente Amsterdamse families, zoals de Bicker-, Cruys- en Van Lennep-families. Daarnaast gaf hij les aan Nicolaas Faas, de directeur van de Amsterdamse Tekenacademie.
In 1735 werd Michiel genoemd als taxateur van schilderijen. Zijn eigen werken, voornamelijk aquarellen van stillevens, werden zeer gewaardeerd en waren geliefd bij verzamelaars.
Het werk van Pierre-Joseph Redouté wordt wel beschouwd als schatplichtig aan Michiel van Huysum.
- Biografisch Portaal: 00952375
- Digitale Bibliotheek voor de Nederlandse Letteren: huys050
- RKD-Nederlands Instituut voor Kunstgeschiedenis: 40851
- Union List of Artist Names: 500005145
- Virtual International Authority File: 95712183